# Copa de les Ciutats en Fires
La Copa de les Ciutats en Fires o abreujadament Copa de Fires fou una competició europea de futbol disputada entre 1955 i 1971.

## Història

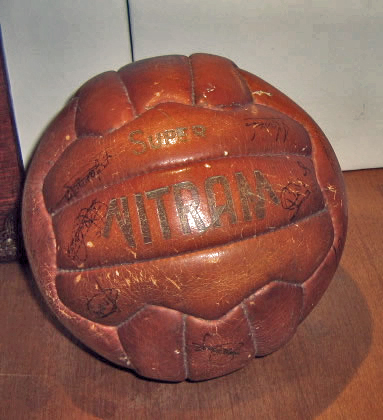
Pilota usada a la primera final de la Copa de Fires, l'any 1958, actualment al Museu del FC Barcelona.

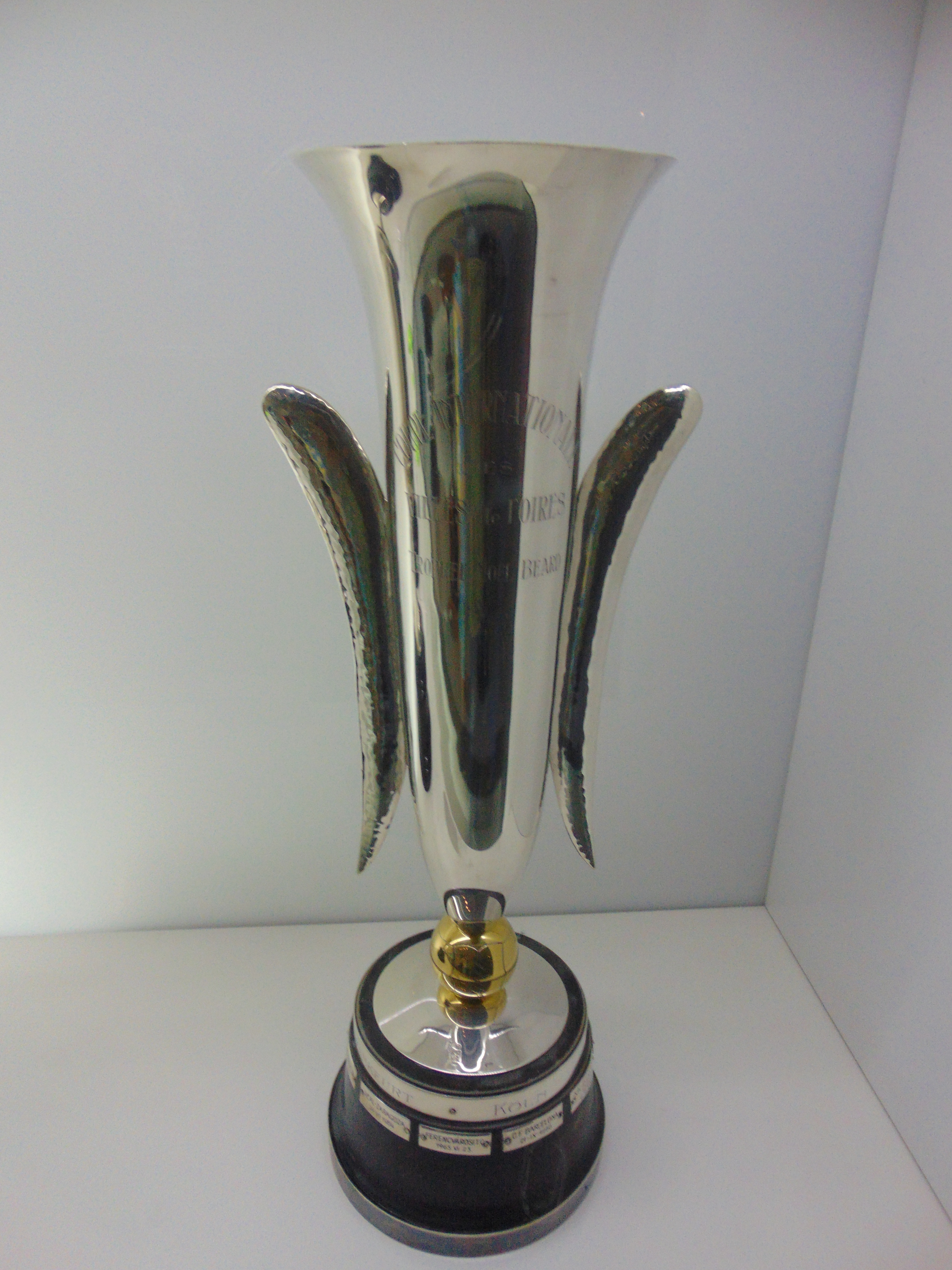
Trofeu de la Copa de les Ciutats en Fires al Museu del FC Barcelona.

La competició va néixer el 18 d'abril de 1955, idea del suís Ernst Thommen, l'italià Ottorino Barrasi i l'anglès, secretari de la FA, Stanley Rous, dos mesos després de la creació de la Copa d'Europa de futbol de Campions de Lliga, amb el nom de Copa de les Ciutats en Fires. En la seva idea original es pensà en una competició que duraria tres anys i enfrontaria seleccions de les ciutats amb Fires de Mostres Internacionals: Barcelona, Basilea, Birmingham, Copenhaguen, Frankfurt del Main, Lausana, Leipzig, Londres, Milà i Zagreb. La idea original va anar canviant i al cap de pocs anys ja eren els clubs els que prenien part i no les seleccions de les ciutats. Pel que fa a la selecció de la ciutat de Barcelona, fou des de la primera edició representada pel FC Barcelona, ja que coincidí en un moment en què el RCD Espanyol estava immers en promocions per evitar el descens. Posteriorment, els dos clubs hi prengueren part de forma individual.
El primer campió fou el FC Barcelona que derrotà una selecció de la ciutat de Londres en partit a doble volta per un resultat global de 8 a 2. La segona edició només durà dos anys (1958-1960) amb enfrontaments en eliminatòries d'anada i tornada. Els participants continuaven representant a les ciutats en fires però ja no eren seleccions necessàriament. A partir de la tercera edició (1961) la competició passà a ser anual.
L'any 1971 es disputà la darrera edició de la Copa de les Ciutats en Fires que guanyà el Leeds United. Amb l'objectiu d'atorgar el trofeu en propietat a un club es disputà una Finalíssima de la Copa de les Ciutats en Fires entre el primer campió del torneig, el Futbol Club Barcelona i el darrer campió, el Leeds United, que a més eren els clubs amb més títols del campionat. La victòria fou per al Barça que s'endugué el títol en propietat. La competició fou substituïda per la Copa de la UEFA.

## Historial
| Temporada       | Campió           | Resultat  | Finalista           | Seu final                                                          |
| --------------- | ---------------- | --------- | ------------------- | ------------------------------------------------------------------ |
| 1955-58 Detalls | FC Barcelona     | 2-2 / 6-0 | Selecció de Londres | Stamford Bridge, Londres Camp Nou, Barcelona                       |
| 1958-60 Detalls | FC Barcelona     | 0-0 / 4-1 | Birmingham City     | St Andrew's Stadium, Birmingham Camp Nou, Barcelona                |
| 1960-61 Detalls | AS Roma          | 2-2 / 2-0 | Birmingham City     | St Andrew's Stadium, Birmingham Olímpic de Roma, Roma              |
| 1961-62 Detalls | València CF      | 6-2 / 1-1 | FC Barcelona        | Mestalla, València Camp Nou, Barcelona                             |
| 1962-63 Detalls | València CF      | 1-2 / 2-0 | Dinamo Zagreb       | Estadi Maksimir, Zagreb Mestalla, València                         |
| 1963-64 Detalls | Real Zaragoza    | 2-1       | València CF         | Camp Nou, Barcelona                                                |
| 1964-65 Detalls | Ferencváros TE   | 1-0       | FC Juventus         | Olímpic Grande Torino, Torí                                        |
| 1965-66 Detalls | FC Barcelona     | 0-1 / 4-2 | Real Zaragoza       | Camp Nou, Barcelona La Romareda, Saragossa                         |
| 1966-67 Detalls | Dinamo Zagreb    | 2-0 / 0-0 | Leeds United        | Estadi Maksimir, Zagreb Elland Road, Leeds                         |
| 1967-68 Detalls | Leeds United     | 1-0 / 0-0 | Ferencváros TE      | Elland Road, Leeds Estadi Ferenc Puskás, Budapest                  |
| 1968-69 Detalls | Newcastle United | 3-0 / 2-3 | Újpesti Dózsa       | St James' Park, Newcastle upon Tyne Estadi Ferenc Puskás, Budapest |
| 1969-70 Detalls | Arsenal FC       | 1-3 / 3-0 | RSC Anderlecht      | Estadi Rei Balduí, Brussel·les Arsenal Stadium, Londres            |
| 1970-71 Detalls | Leeds United     | 2-2 / 1-1 | FC Juventus         | Olímpic Grande Torino, Torí Elland Road, Leeds                     |

## Palmarès
| Club                | Títols | Subcampió | Anys campió      | Anys subcampió |
| ------------------- | ------ | --------- | ---------------- | -------------- |
| FC Barcelona        | 3      | 1         | 1958, 1960, 1966 | 1962           |
| València CF         | 2      | 1         | 1962, 1963       | 1964           |
| Leeds United FC     | 2      | 1         | 1968, 1971       | 1967           |
| Real Zaragoza       | 1      | 1         | 1964             | 1966           |
| Ferencvárosi TC     | 1      | 1         | 1965             | 1968           |
| NK Dinamo Zagreb    | 1      | 1         | 1967             | 1963           |
| A. S. Roma          | 1      | –         | 1961             |                |
| Newcastle United FC | 1      | –         | 1969             |                |
| Arsenal F. C.       | 1      | –         | 1970             |                |
| Birmingham City FC  | –      | 2         |                  | 1960, 1961     |
| Juventus FC         | –      | 2         |                  | 1965, 1971     |
| Londres XI          | –      | 1         |                  | 1958           |
| Újpest FC           | –      | 1         |                  | 1969           |
| RSC Anderlecht      | –      | 1         |                  | 1970           |

## Jugadors destacats
- Waldo Machado, jugador del València CF, fou el màxim golejador de la competició amb 31 gols.